# Tacogerador
Tacogerador ou dínamo taquimétrico é um dispositivo utilizado para gerar energia e velocidade, geralmente através de um motor.
Quanto maior a velocidade, maior a tensão nos terminais deste, sendo também um aparelho que mede a velocidade de rotação (rotações por minuto ou RPM) de um eixo ou um disco, seja de um motor ou de uma máquina com um sinal analógico calibrado.
É baseado no principio do motor de corrente contínua com escovas que funcionam como gerador. O campo magnético é obtido por meio de um ima permanente cujos pólos encontram-se dispostos nas faces.
Ele é altamente recomendado para realizar o servo-controle de máquinas operatrizes de controle numérico (CNC) para comando e regulagem para ajustes finos que dependem da variação da velocidade e outras aplicações que requerem velocidade continua e extremamente controlada.